# 天国 (ティントレット)
『天国』（てんごく、伊: Il Paradiso, 英: Paradise）は、イタリア、ルネサンス期のヴェネツィア派の巨匠ティントレットが完成させた絵画である。油彩。ヴェネツィアのドゥカーレ宮殿の大評議会の間を見下ろす、高さ7メートル、横幅22メートルという巨大なキャンバスに描かれた。ティントレットの最後の主要作品の1つであると同時に世界最大のキャンバス画の1つであり、パドヴァの守護聖人であり祝日がレパントの海戦と同じ10月7日であるパドヴァの聖ユスティナなど、様々な宗教的人物が描かれた天国の表現を特徴としている。中央から光の道が最高天に向かって開き、正義の魂が天使の助けを借りて上昇し、神の恵みが総督に降りることを可能にしている。この道の中心には、半分ヴェールで覆われた大天使の輝く姿がある。構図は詳細に描かれた約800人の人物像で混雑している。
ティントレットの作品の多くは、その場所にとって非常に重要であるか、サイズが大きすぎて他所に移すことができなかった。作品の多くが現在もヴェネツィアに所蔵されているのはそのためである。イギリスの美術評論家ジョン・ラスキンは『天国』について「この絵画が、現在世界に存在している、いかなる種類の芸術作品の中でも群を抜いて最も貴重な作品であると主張することに躊躇しません」と述べている。

## 制作経緯

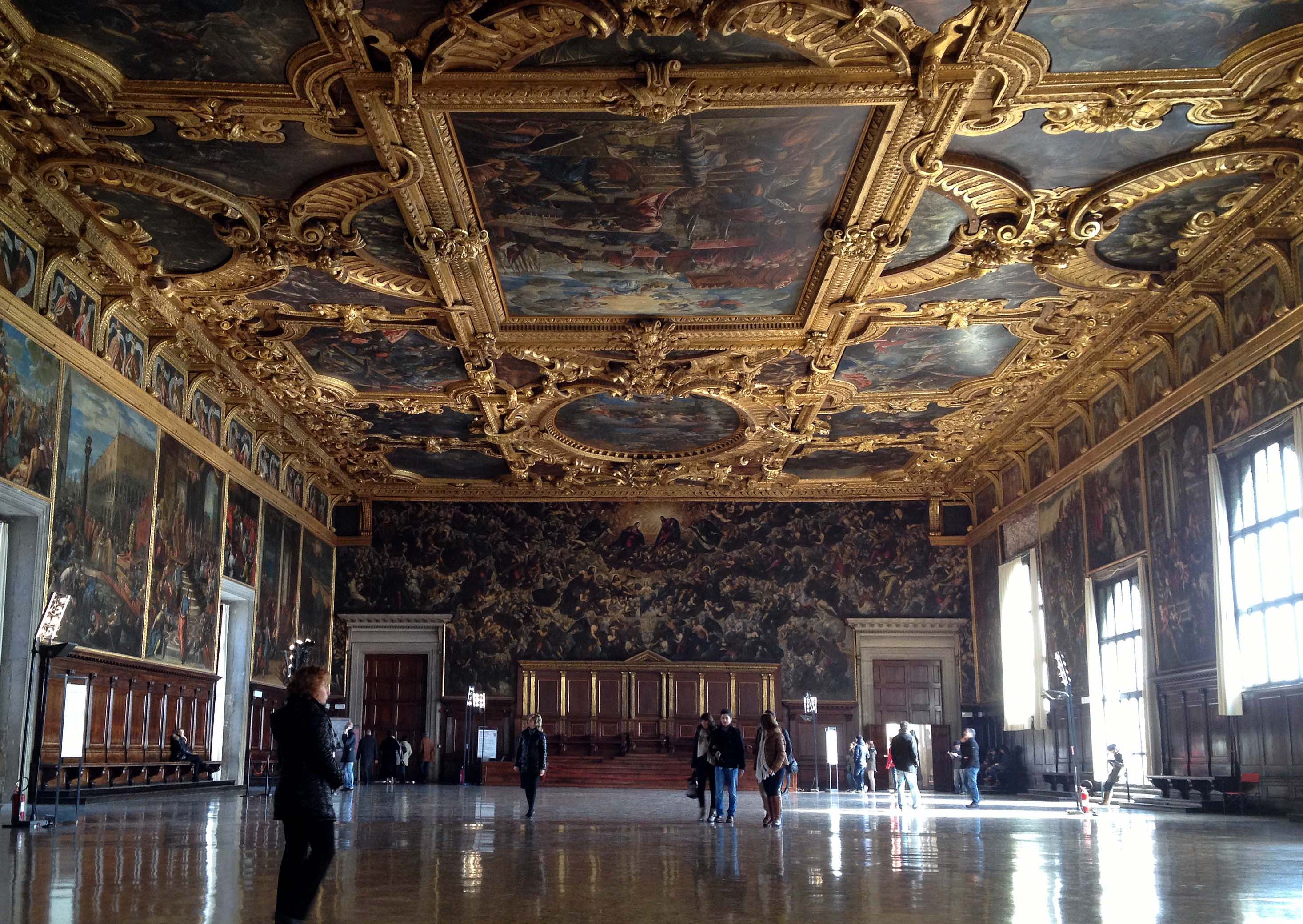
ドゥカーレ宮殿の大評議会の間を飾る『天国』。

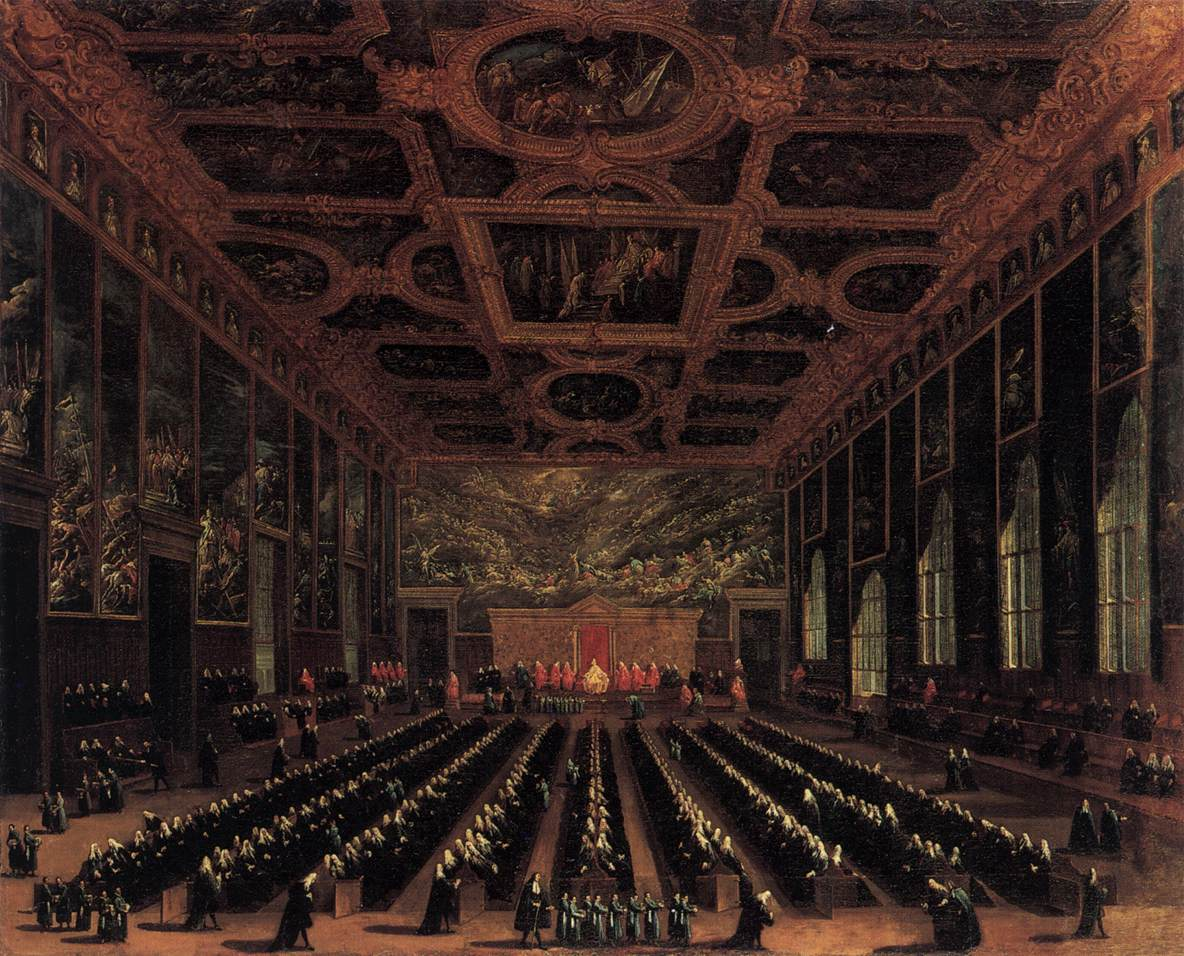
アントニオ・ディツィアーニが1758年から1763年の間に制作した『ドゥカーレ宮殿、大評議会の間』。ベルリンの絵画館所蔵。

1577年、ドゥカーレ宮殿で発生した火災によりグアリエント・ディ・アルポによる14世紀のフレスコ画『聖母戴冠』（Coronation of the Virgin）をはじめとする芸術作品や装飾、天井、家具などが損傷した。グアリエントの絵画は、ヴェネツィア共和国の政治機関である大評議会を構成する総督と貴族が席に着いた大ホールの王座の後ろに位置していた。そのため、ティントレットやパオロ・ヴェロネーゼ、パルマ・イル・ジョーヴァネ、フランチェスコ・バッサーノらをはじめとする有力な芸術家たちが招かれて、損傷した作品の視覚的側面を可能な限り再現することを目的として、芸術家に構図と内容に関する詳細な指示が出され、新しい作品と交換するためのコンテストが開催された。参加者たちは非常に多様な習作を提出し、審査の結果、巨大な芸術作品を協力して完成させる芸術家としてパオロ・ヴェロネーゼとフランチェスコ・バッサーノが選ばれた。しかし両者が制作を開始する前にヴェロネーゼが死去したため、ティントレットに発注し直された。ティントレットは2つの習作を提示したが、どちらも最終バージョンとは異なっている。
『天国』は巨大なサイズの性質上、画家に積極的な肉体労働を要求した。高齢のティントレットは最終的な作品の完成予定図を作成することはできたが、最終的な作品を完全に描き上げるための骨の折れる作業を実行することができず、主に彼の息子ドメニコ・ティントレットの指導で彼の工房によって完成された。この世界最大級の絵画はスクォーラ・デッラ・ミセリコルディア（Scuola della Misericordia）の大きなメインホールでセクションごとに描かれた。 美術史家ロバート・エコールズ（Robert Echols）とフレデリック・イルチマン（Frederick Ilchman）は共著『ティントレット』（Tintoretto）で次のように説明している。ルネサンスのヴェネツィアの芸術家ティントレットは「足場を上り下りしてキャンバスに最後の仕上げを施す力がなかった。それで彼はその作業をドメニコに引き継いだ」。
複雑なプロジェクトのためだけに、ティントレット自身が天井パネルのいくつかの部分を塗装した。画家の追加はヴェネツィアのユニークな政治構造、戦闘的技量、公民権、および軍事的成果を示した都市に重点を置いている。これはまた、都市のユニークな政府の形態と、広く謳われた市民の自由、そして教皇権力内および神聖ローマ帝国内でのヴェネツィアの平等の良い例としている。

## 作品
キリストに取りなす聖母は、聖霊の鳩を上に戴き、ケルビムとセラフィムの密集した半円形の列の上に昇った光景を描いている。以前のフレスコ画で表されていた受胎告知への言及があり、7つの星の光輪で描かれた聖母に百合を差し出している大天使ガブリエルが示されている。神聖な光は、聖霊の鳩ではなく、十字架を上に戴く地球儀を持って描かれている裁判官キリストから発せられている。その右側には正義の天秤を差し出している大天使ミカエルが描かれている。天上のヒエラルキーの序列が尊重されており、福音書記者たちは主要場面のすぐ下に半円形で現れ、聖人は教会の連祷に登場するのと同じ順序で並んでいる。キリストの右斜め下にアトリビュートの鷲とともに表される聖ヨハネの姿があり、そのすぐ右側に悔い改めながら祈るアダムとイブがいる。十戒の石板を持ち、頭から2本の輝きを放っているモーセ、ダビデ王とターバンを巻いたソロモン、および箱舟を持ち上げたノアなどの『旧約聖書』のイスラエルの指導者や預言者は画面左側にある。聖ヒエロニムス、教皇としての聖グレゴリウス、聖アウグスティヌスと聖アンブロジウスの四大教会博士は画面右側にいる。残りはキリスト教の聖人と殉教者、天使たちであり、全部で約800人いると言われている。
二次的であり受胎告知の描写が削除された聖母マリアとは対照的に、ティントレットの『天国』の大前提はイエス・キリストであり、キリストが聖母よりも高位であるというイメージにさらに力を与えた。しかし、グアリエントのオリジナル作品で示された天国のテーマに忠実であり続けるためには、両方の図像を含める必要があった。天使や聖人の非常に多くの大群衆は、意図的に最後の審判を呼び起こさせる。最後の審判は行動に対する最終的な報いを受けるため、評議会の出席者に彼らの行動と道徳に注意するように思い出させるものとして役立った。

## 来歴
『天国』は17世紀の画家ヨーゼフ・ハインツ・イル・ジョーヴァネや、18世紀のアントニオ・ディツィアーニがドゥカーレ宮殿の大評議会の間を描いた絵画に描かれた。絵画は何度も修復されている。1755年にフランチェスコ・フォンテバッソによって行われた塗り直しは特に侵襲的であったらしく、当時非常に批判された。1982年から1985年にかけて徹底的な修復が行われた。 

## コンテスト提出作品
各芸術家が絵画のコンテストで提出したいくつかの習作が現存している。ヴェロネーゼのバージョンは現在フランスのリール宮殿美術館に、フランチェスコ・バッサーノのバージョンはエルミタージュ美術館に、パルマ・イル・ジョーヴァネのバージョンはミラノのアンブロジアーナ絵画館に所蔵されている。
ティントレットの場合は2点現存しており、それぞれルーヴル美術館とマドリードのティッセン＝ボルネミッサ美術館に所蔵されている。ルーブル版は最終的な完成作と多くの点で異なっており、ボルネミッサ版はより完成作に近い。これら3点の関係についていくつかの説が出されている。シュルツ（Schulz）によると、ルーヴル版とボルネミッサ版の習作は、火災が発生する前の1560年代半ば頃にグアリエントのフレスコ画を新しい作品と置き換えるためにフェデリコ・ツッカリと競った初期のプロジェクトの一部であるという。ロドルフォ・パルッキーニとフランチェスコ・ロッシ（Francesco Rossi）は、ルーヴル版は1564年頃にフレスコ画を置き換えるためにティントレットが提出したものであり、ボルネミッサ版はティントレットがコンテストで提出したものとした。さらに別の説によるとルーブル版はコンテストで提出されたものであり、ボルネミッサ版はヴェロネーゼの死後に改めて提出されたものであるという。

## ギャラリー

完成作。ドゥカーレ宮殿所蔵。

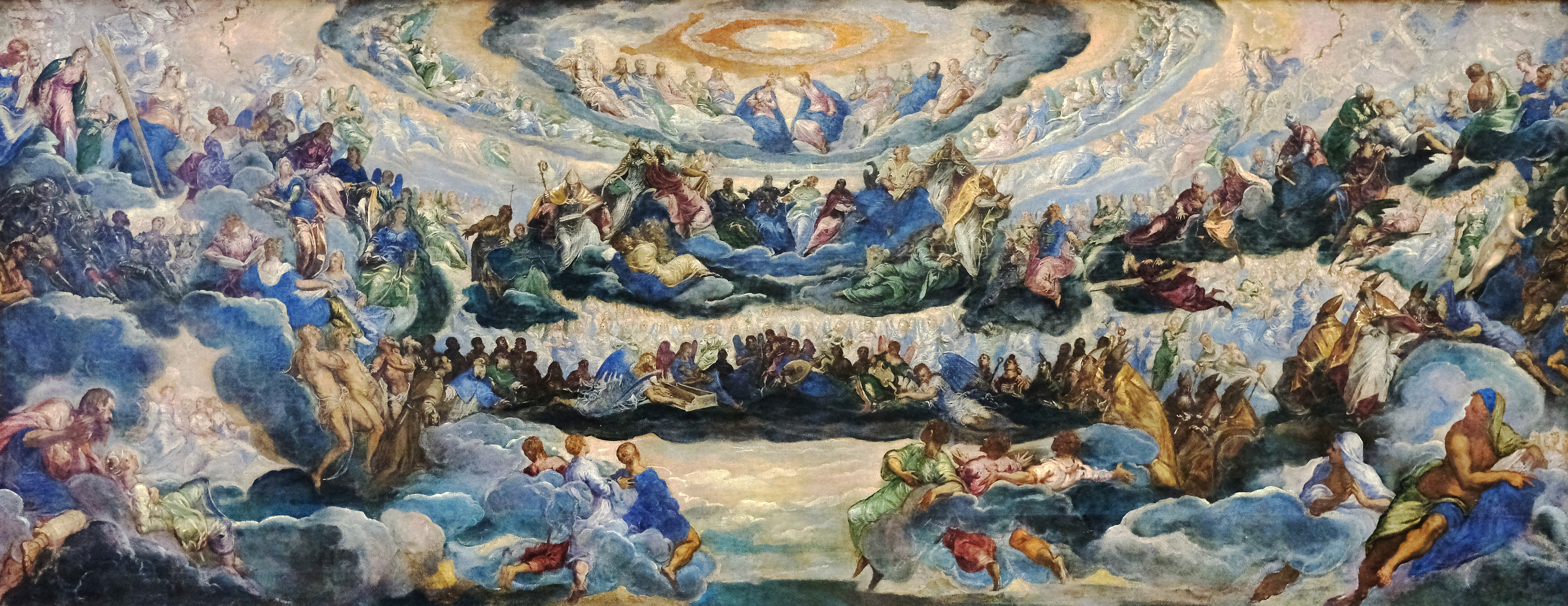
ティントレットが提出した習作の1つ。油彩。143cm x 362cm。ルーヴル美術館所蔵。

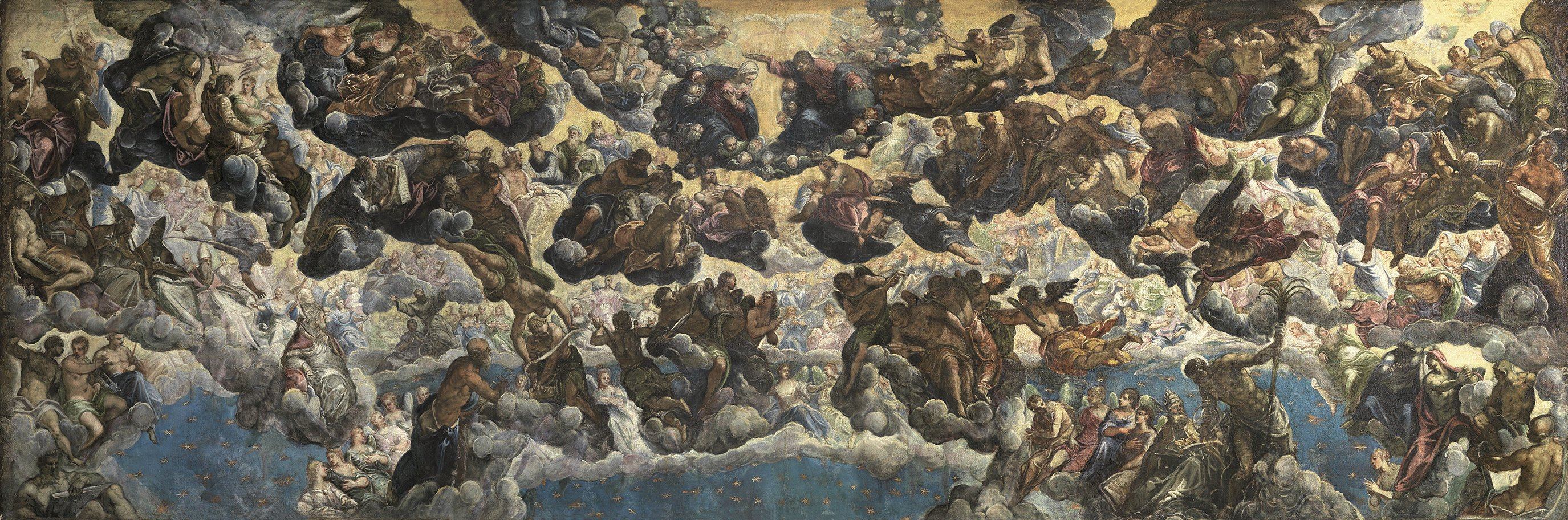
ティントレットが提出した習作の1つ。油彩。174.5 x 494cm。ティッセン＝ボルネミッサ美術館所蔵。

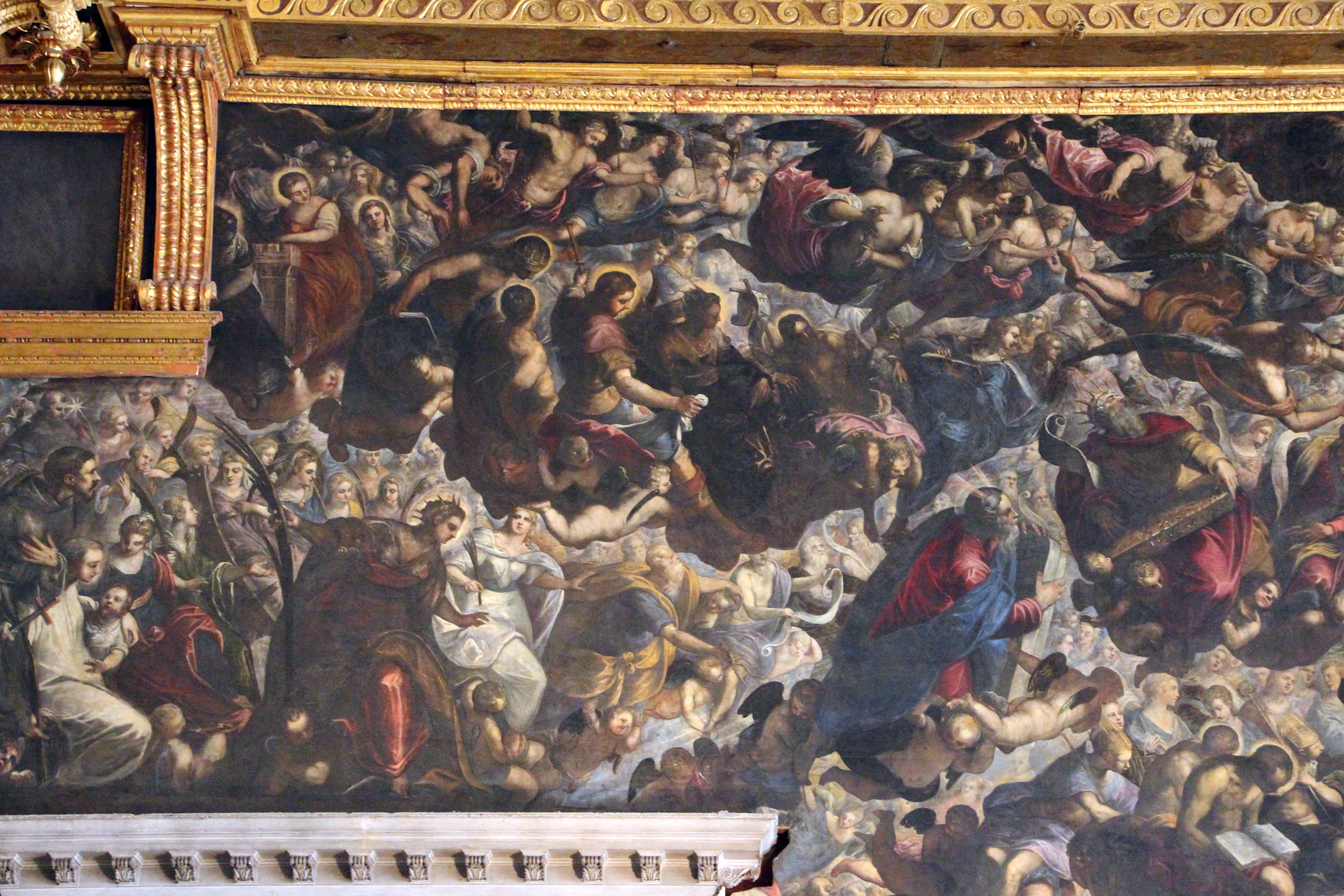
画面左上
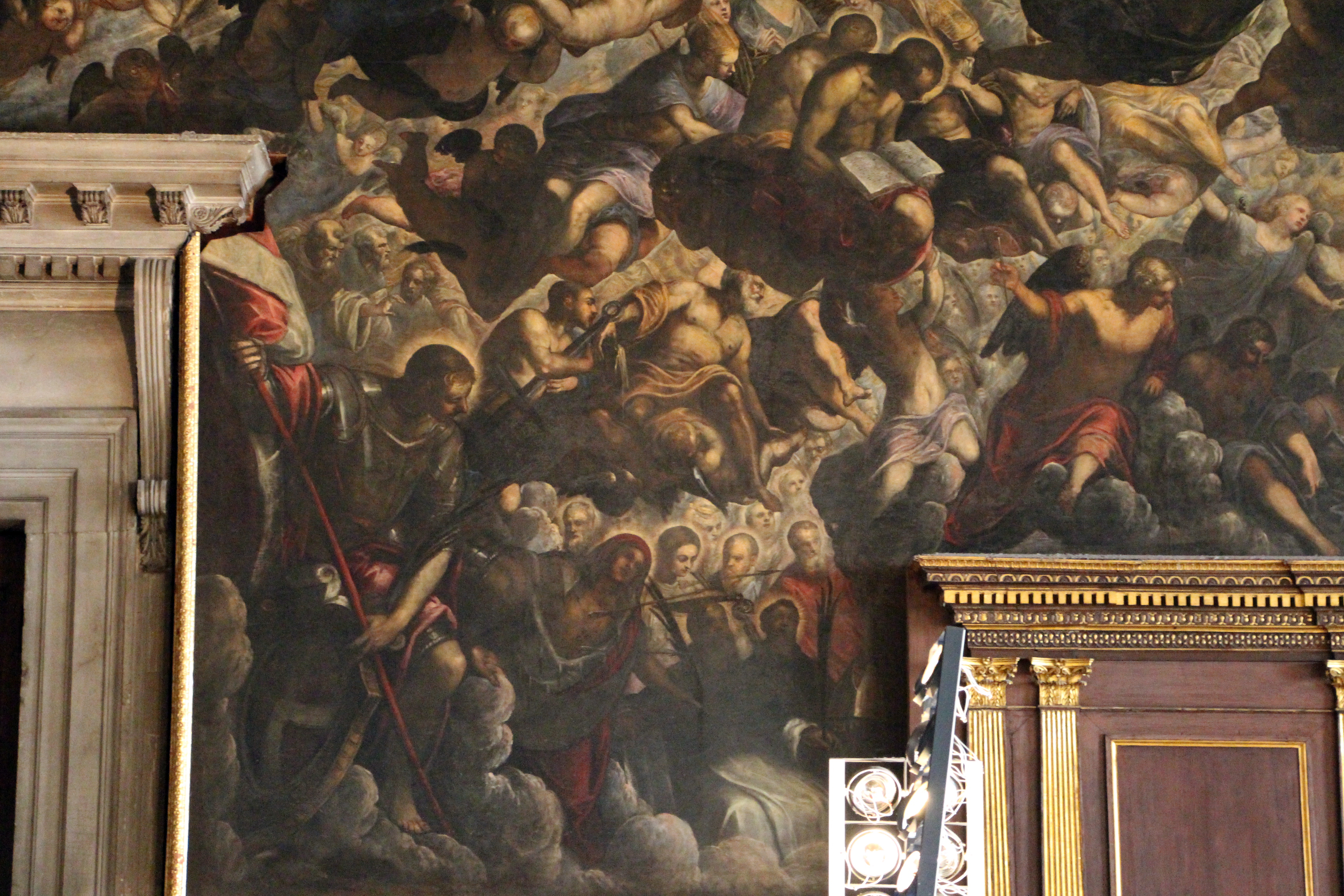
画面左下
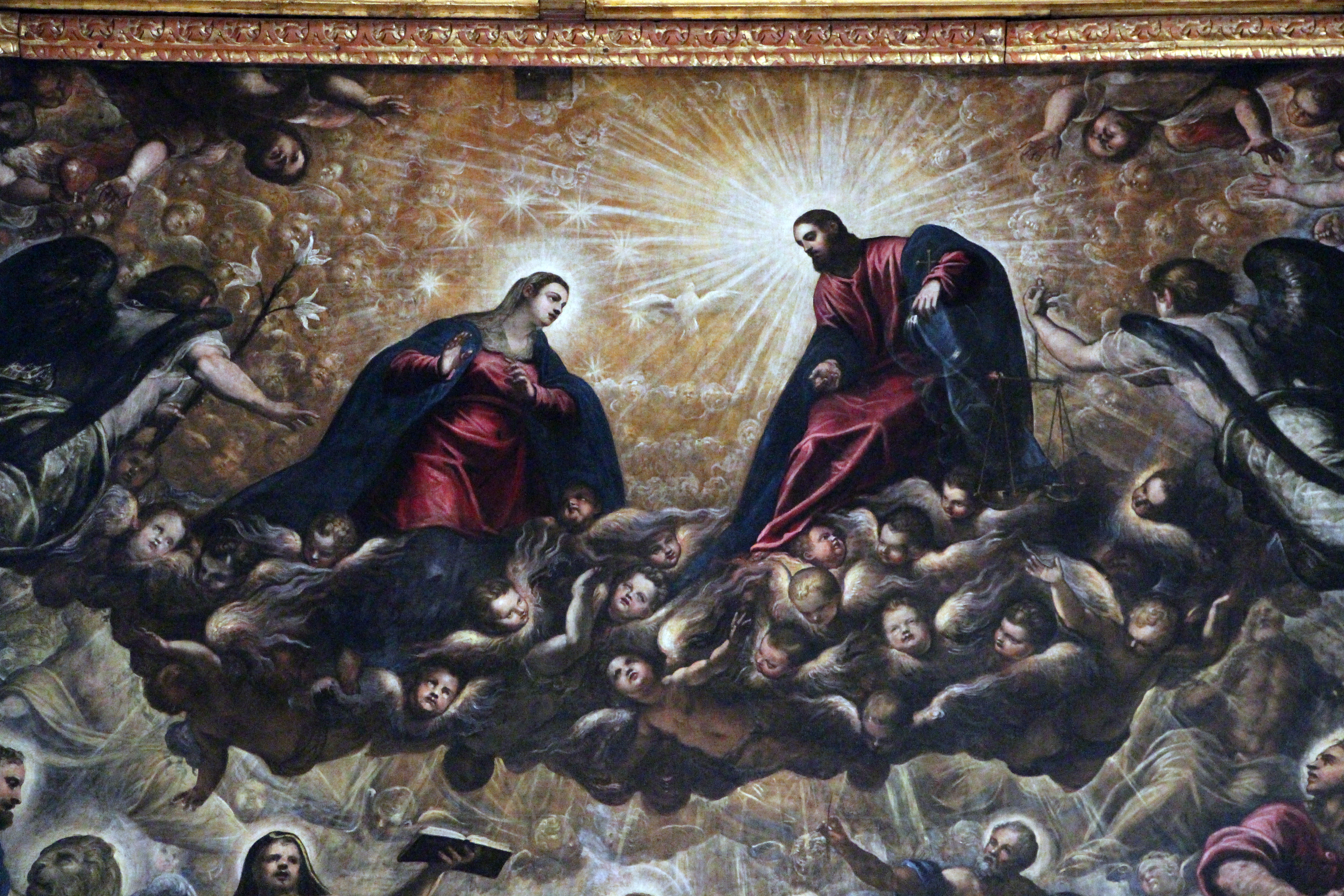
画面中央上
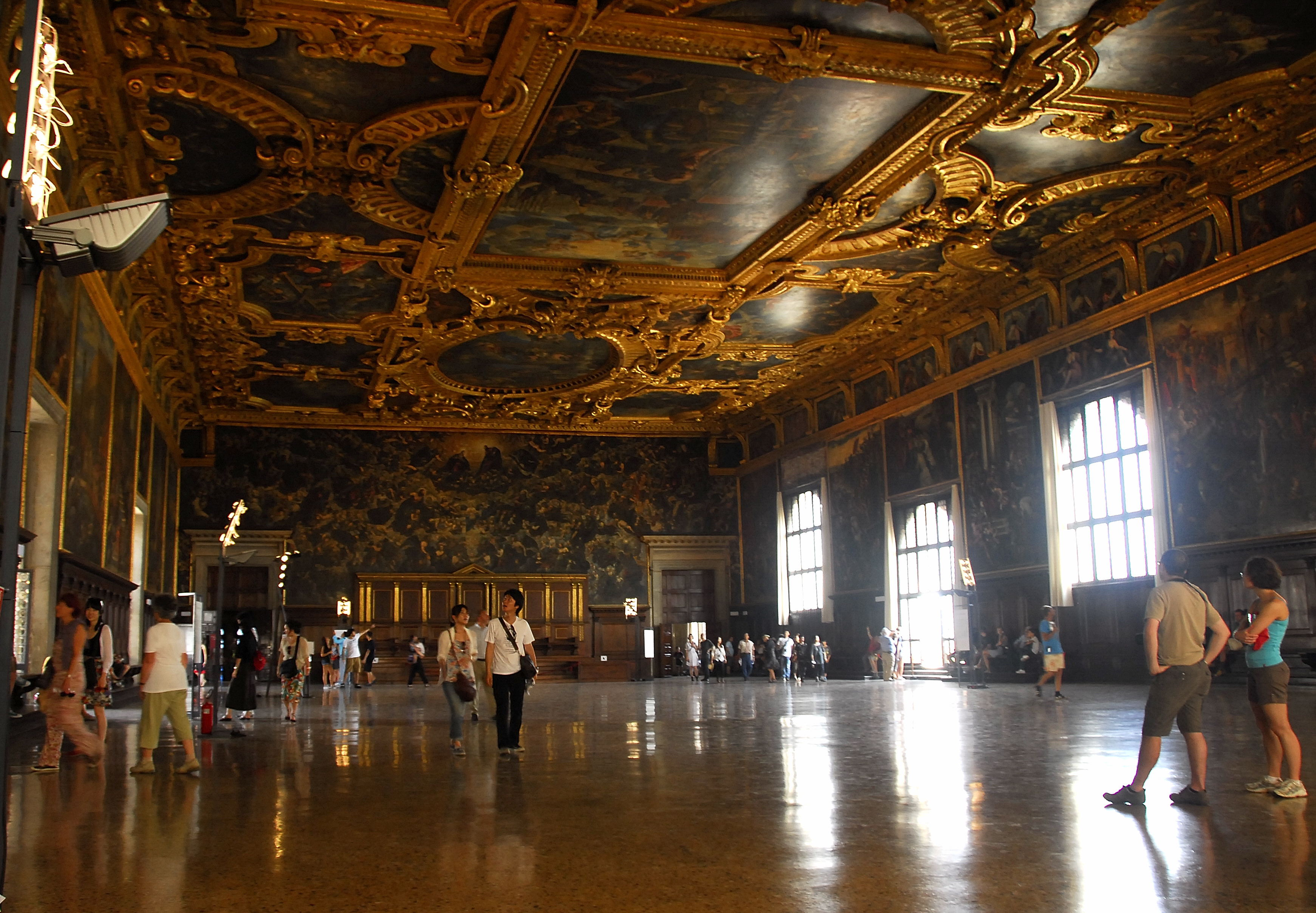
大評議会の間と『天国』
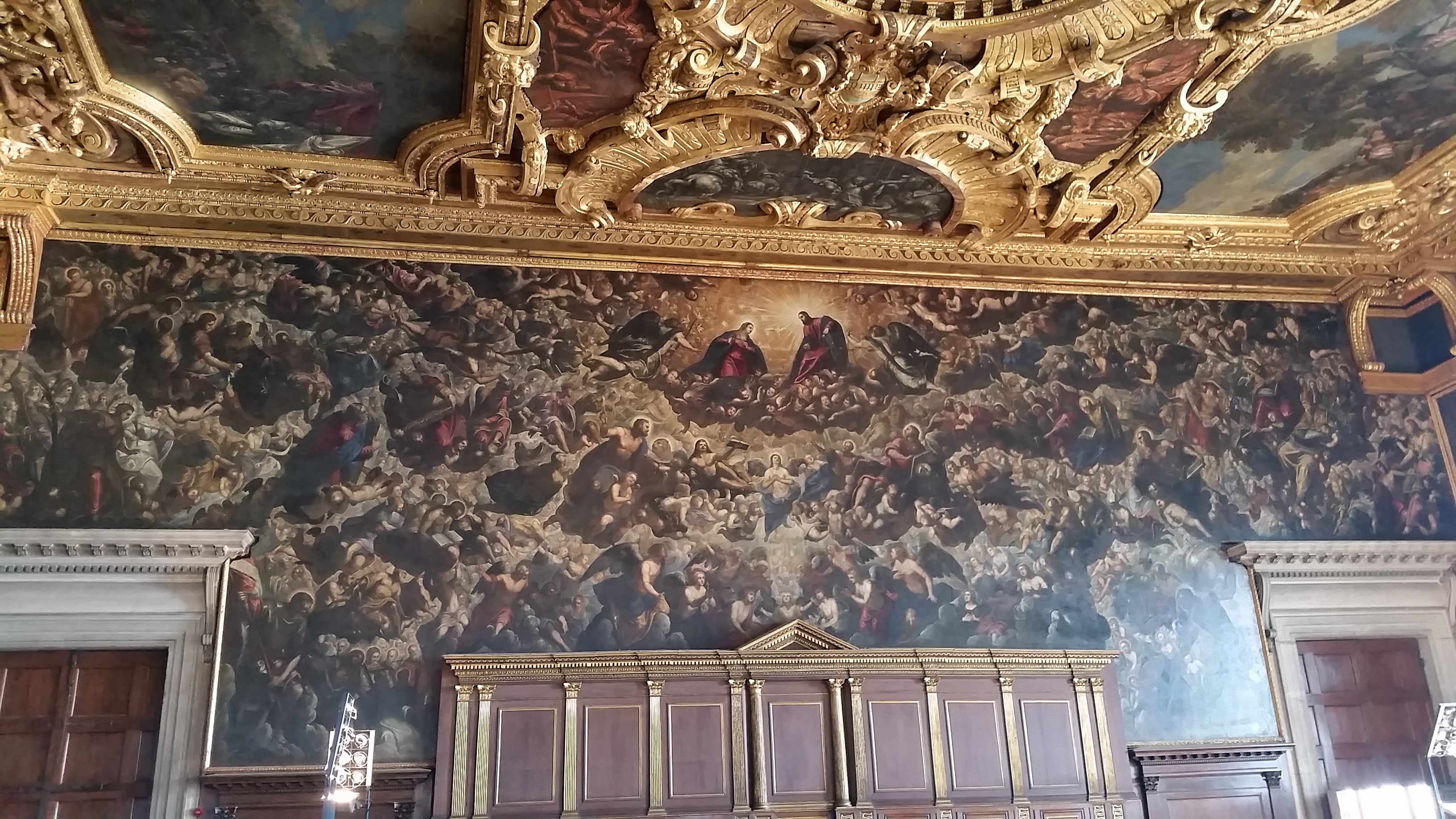
『天国』
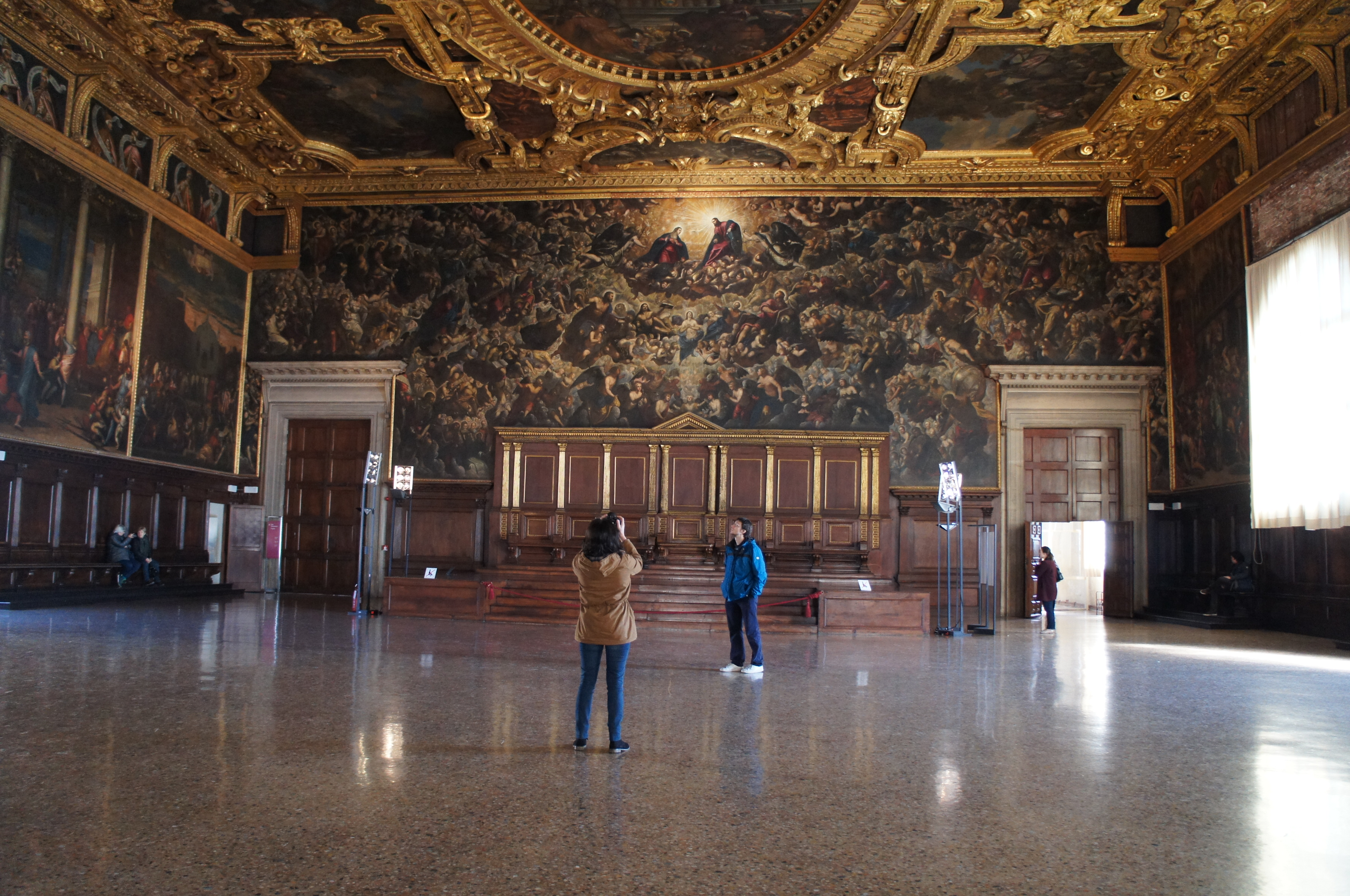
大評議会の間と『天国』